# Gerhard Friedrich Müller
Pour les articles homonymes, voir Müller.
Gerhard Friedrich Müller (Herford, 29 octobre 1705-Moscou, 22 octobre 1783), est un historien, explorateur et géographe russe d'origine allemande, spécialiste de la Sibérie.

## Biographie
Son père était recteur du Friedrichs-Gymnasium Herford (de). Gerhard Müller étudie la philosophie et l'histoire à l'université Rinteln (de) et à l'université de Leipzig. En 1725, il part enseigner l'histoire et le latin à Saint-Pétersbourg et fait partie des membres fondateurs de l'Académie des sciences de Russie. A 25 ans, il en devient professeur titulaire et en 1730, il devient Fellow de la Royal Society.
Après un voyage aux Pays-Bas et en Angleterre, il est engagé par Johann Georg Gmelin et la tzarine Anne comme directeur de la section historique et ethnographique de la deuxième expédition du Kamtchatka (1733-1743).
Le détachement rejoint ainsi Tobolsk en janvier 1734. Avec Gmelin, Müller remonte l'Irtych et arrive à Irkoutsk le 8 mars. Après un périple jusqu'à Nertchinsk, les deux hommes retournent à Irkoutsk pour hiverner. Gmelin se charge des collections de flore et de minéraux ainsi que de zoologie et de météorologie, tandis que Müller étudie les manuscrits des archives sibériennes dont il effectue des copies. Il organise aussi des fouilles et mène des travaux ethnologiques et linguistiques.
Le 26 janvier, Müller se rend à Oust-Kout où il est rejoint par Louis Delisle de la Croyère avec qui il descend la Léna et visite la région jusqu'à Irkoutsk qu'il rejoint début septembre et où ils retrouvent Vitus Béring et Alekseï Tchirikov. Les collections de Gmelin disparaissant dans un incendie, Müller, Gmelin et Delisle explorent de nouveau les régions visitées et expédient Kracheninnikov au Kamtchatka. Ils rejoignent Irkousk pour l'hiver. En 1737, en désaccord avec Béring, les scientifiques de l'expédition obtiennent une autonomie entière. Après avoir envoyé leur plus brillant élève au Kamtchatka, Stepan Kracheninnikov, ils reçoivent le soutien demandé avec l'arrivée en 1739 des scientifiques Georg Wilhelm Steller et Johann Eberhard Fischer (de).
En 1739, ils parcourent l'Ienisseï jusqu'à Nova Mangazeïa, atteignent Krasnoïarsk où ils décident de se séparer. Müller, accompagné de son interprète Jakob Lindenau, visite alors l'Ob, reste l'hiver à Tobolsk, se rend à Tioumen, explore l'Oural où il tombe gravement malade à Ekaterinbourg. Il se soigne à Tobolsk. Pendant ce temps, Gmelin à explorer les steppes de la Baraba et l'Oural.
Les deux hommes se rejoignent à Tourinsk et sont de retour à Saint-Pétersbourg le 14 février 1743. Gmelin y rédige sa Flora Siberica et regagne l'Allemagne. Müller, forcé à se faire naturaliser Russe, écrit son Histoire de la Sibérie mais ses mérites ne sont alors pas reconnus en raison d'inimitiés à l'Académie de Russie. Lorsque Catherine II devient impératrice (il a participé à son coup d'état en traduisant le manifeste de Catherine II), il est enfin reconnu et devient chef des archives du Collège des Affaires étrangères.